# Fannie May Goosby
Fannie May Goosby (* 1902 in Madison (Georgia) als Fannie May Allen; † nach 1934) war eine amerikanische Bluesmusikerin (Gesang, Piano, Songwriting), die auch Fannie Mae Goosby genannt wird. Goosby gehörte zu den wenigen Sängerinnen des klassischen Blues, die selbst ihre Songs komponierten und texteten.

## Leben und Wirken
Goosby hatte eine gute Schulbildung und besuchte die Vorbereitungsschule der Universität in Atlanta. Im Juni 1923 erhielt sie die Gelegenheit, für Okeh Records ins Studio zu gehen: Goosby sang dort ihre eigene Komposition Grievous Blues, bei der sie sich selbst am Klavier begleitete und vermutlich Henry Mason Trompete spielte; Nach Lou Curtiss ist das die erste ländliche afroamerikanische Musik überhaupt, die auf Platte erschien; sie behandelte ein ähnliches Thema wie später Blind Willie McTell in seinem Broke Down Engine Blues.
Goosby wurde dann zu einer weiteren Aufnahmesitzung im Oktober 1923 nach New York City eingeladen. Dort spielte sie eine weitere Version ihres Grievous Blues neben fünf weiteren Songs ein, die alle veröffentlicht wurden. 1924 Goosby begleitete in Atlanta die Sängerin Viola Baker bei deren Aufnahme von Sweet Man Blues am Piano.
Im März 1928 konnte Goosby in Atlanta vier weitere Titel für Brunswick Records einspielen, die alle veröffentlicht wurden. Später zog sie nach New York, wo sie regelmäßig im Yeah Man Club in Harlem auftrat.